# 고타키 모토이
고타키 모토이(일본어: 上滝 基, 1894년 ~ ?)는 일본의 조선총독부 관료이다. 후쿠오카현 출신이다.
1917년 고등시험 행정과에 합격하고, 이듬해 도쿄 제국대학 법학부 프랑스법과를 졸업하여 바로 조선총독부 시보(試補)가 되었다. 1919년 도 사무관으로 승진하여, 총독부 임야조사위원회 사무관 겸 총독부 사무관, 식산국 사무관, 전매국 서무과장, 전매국 제조과장, 전매국 사업과장 등을 역임하였다. 1931년, 총독부 사무관 겸 중추원 서기관, 총독관방 인사과장에 임명되었다. 1933년부터 1936년까지 조선사 편수회 간사를 겸직하였고, 1936년 9월부터 1941년 1월까지 경상북도 지사로 재직하였다.
말년에는 조선총독부 인사와 관련된 기록들을 남겼다.

## 저서
- 《경성철도 관리국장 구보 요조 씨》(1971년)
- 《우가키 총독 편린》(1973년)
- 《이마이다 씨와 나 / 유아사 씨에 관한 일》(1974년)

## 참고 문헌
- 기다 주에(貴田忠衛), 《쇼와 10년판 조선인사흥신록》, 조선인사흥신록편찬부, 1935년
- 조선총독부 조선사 편수회, 《조선사편수회사업개요》, 1938년